# Пиментель, Моника
Моника Фиорелла Пиментель Родригес (исп. Monica Fiorella Pimentel Rodriguez; род. 7 января 1989, Аруба, Нидерланды) — арубская тхэквондистка. Участница летних Олимпийских игр 2016 года.

## Биография
Моника Пиментель родилась 7 января 1989 года на Арубе.
Выступала в соревнованиях за арубский центр тхэквондо «Норд».
В 2009 году участвовала в чемпионате мира в Копенгагене. В 1/32 финала весовой категории до 53 кг проиграла Маргарите Мкртчян из России — 0:4.
В 2015 году участвовала в чемпионате мира в Челябинске. В 1/32 финала весовой категории до 49 кг победили Ронну Илао из Индонезии — 7:5, в 1/16 финала уступила Нур Абдельсалам из Египта — 5:6.
В том же году выступала на Панамериканских играх в Торонто, где в 1/8 финала проиграла Виктории Стэмбо из Пуэрто-Рико — 4:13.
В 2016 году вошла в состав сборной Арубы на летних Олимпийских играх в Рио-де-Жанейро. В весовой категории до 49 кг в 1/8 финала проиграла Ясине Азиез из Франции — 1:2.
В 2017 году участвовала в чемпионате мира в Муджу. В 1/32 финала весовой категории до 53 кг победила Нимру Васик из Пакистана — 17:9, в 1/16 финала уступила Лидии Гарсия из Испании — 6:15.